# Landolphia maxima
Landolphia maxima är en oleanderväxtart som först beskrevs av Karl Moritz Schumann och Hallier f., och fick sitt nu gällande namn av Marcel Pichon. Landolphia maxima ingår i släktet Landolphia och familjen oleanderväxter. Inga underarter finns listade i Catalogue of Life.